# Zeger Cornelis
Zeger Cornelis (Groede, 17 maart 1890 – ?) was een Nederlands politicus. 
Hij werd geboren als zoon van Johannes Cornelis (1847-1904; landbouwer) en Martina Jacoba Risseeuw (1853-1917). Hij ging in 1914 als ambtenaar ter secretarie werken bij de gemeente Tholen en twee jaar later volgde hij J.A.M. Hanssens op als gemeentesecretaris van Noordgouwe. Cornelis werd daar in 1947 benoemd tot burgemeester. Hij ging in 1955 met pensioen. 